# Ковзанярський спорт

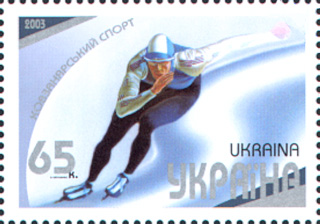
Марка Укрпошти «Ковзанярський спорт» (2003)

Ковзанярський спорт — загальна назва для спортивних дисциплін, в яких атлети змагаються на швидкість подолання певної дистанції на ковзанах. Залежно від правил проведення змагань ковзанярський спорт поділяється на змагання на довгій доріжці, змагання на короткій доріжці — шорт-трек і марафонський біг на ковзанах. У вужчому розумінні до ковзанярського спорту належать тільки змагання на довгій доріжці.

Ковзнярський спорт — олімпійський вид спорту.
Ковзнярський спорт особливо популярний у Нідерландах і Норвегії. Він також має значну популярність в інших країнах Європи, Північній Америці, та Азії — в Японії, Кореї та Китаї.

## Змагання на довгій доріжці
Змагання проводяться на ковзанці із двома доріжками, на які спортсмени виходять парами. Оскільки внутрішня доріжка має меншу довжину, ніж зовнішня, спортсмени міняються доріжками на середині забігу.
Змагання з ковзнярського спорту мають довгу історію. Міжнародний союз ковзанярів, спортивна організація, що опікується проведенням змагань найвищого рівня, найстаріша серед федерацій зимових видів спорту.
На світових форумах проводяться забіги на 500, 1000, 1500, 3000, 5000 і 10000 м. Крім медалей на окремих дистанціях розігрується також звання абсолютного чемпіона у багатоборстві. В останні роки з'явилася нова дисципліна — командна гонка переслідування, в якій змагання проводяться між командами, що складаються із трьох ковзанярів. Команди стартують навпроти одна одної, як у велосипедній гонці переслідуваня.

## Ковзанярський спорт в Україні

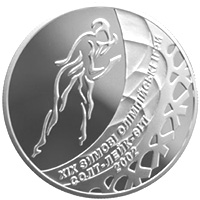
Пам'ятна монета НБУ — Ковзанярський спорт

В Україні ковзанярський спорт має давні традиції. Ще в 1952 році була створена Українська федерація ковзанярського спорту, її вихованцями стали такі визначні ковзанярі, як триразовий чемпіон світу Олег Гончаренко (Харків), абсолютна чемпіонка світу Віра Бриндзей (Івано-Франківськ), чемпіонка світу Тетяна Тарасова (Київ), призерка чемпіонату Європи Валентина Лаленкова (Київ), призери й учасники Олімпійських ігор, чемпіонатів світу й інших міжнародних змагань Ірина Фатєєва, Юрій Кондаків, Тетяна Шелехова. Проте за часів незалежності успіхи українських ковзанярів досить скромні.